# Raids
Pour les articles homonymes, voir Raids (homonymie).
Raids est une commune française, située dans le département de la Manche en région Normandie, peuplée de 208 habitants.

## Géographie
- Parc naturel régional des Marais du Cotentin et du Bessin.

### Hydrographie
La commune est située dans le bassin Seine-Normandie. Elle est drainée par la Taute, l'Holerotte, un bras de la Taute, le cours d'eau 01 de la Burnoyere, le fossé 01 de la Vallée des Gardinières, le fossé 01 de Raids et divers autres petits cours d'eau,.
La Taute, d'une longueur de 40 km, prend sa source dans la commune de Cambernon et se jette  dans la Douve à Carentan-les-Marais, après avoir traversé 13 communes. 

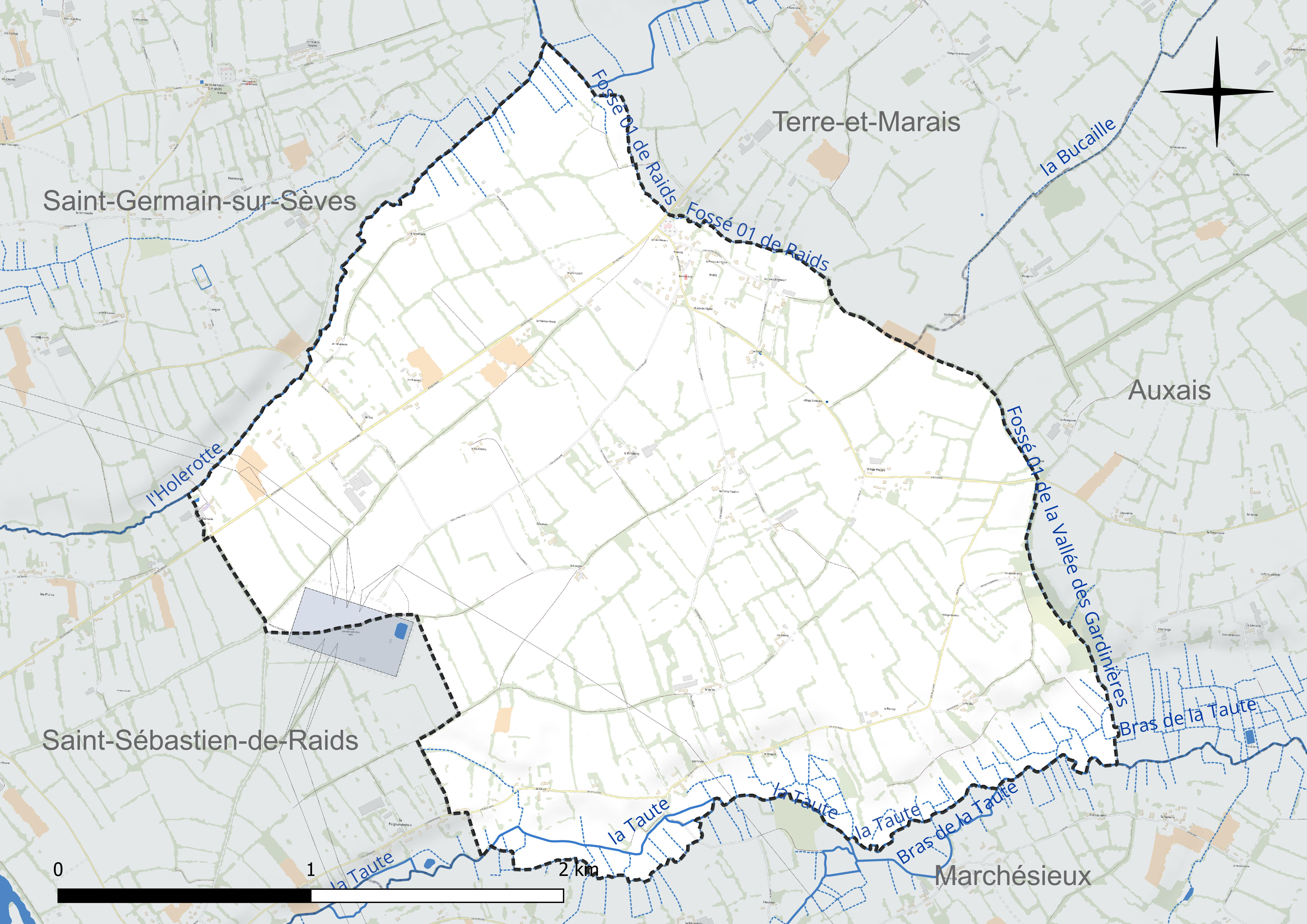
Réseau hydrographique de Raids.

L'Holerotte, d'une longueur de 12 km, prend sa source dans la commune de Saint-Sauveur-Villages et se jette  dans la Sèves en limite de Saint-Germain-sur-Sèves et de Terre-et-Marais, après avoir traversé sept communes. 

### Climat
Pour des articles plus généraux, voir Climat de la Normandie et Climat de la Manche.
En 2010, le climat de la commune est de type climat océanique franc, selon une étude du CNRS s'appuyant sur une série de données couvrant la période 1971-2000. En 2020, Météo-France publie une typologie des climats de la France métropolitaine dans laquelle la commune est exposée à un climat océanique et est dans la région climatique Normandie (Cotentin, Orne), caractérisée par une pluviométrie relativement élevée (850 mm/a) et un été frais (15,5 °C) et venté. Parallèlement le GIEC normand, un groupe régional d’experts sur le climat, différencie quant à lui, dans une étude de 2020, trois grands types de climats pour la région Normandie, nuancés à une échelle plus fine par les facteurs géographiques locaux. La commune est, selon ce zonage, exposée à un « climat maritime », correspondant au Cotentin et à l'ouest du département de la Manche, frais, humide et pluvieux, où les contrastes pluviométrique et thermique sont parfois très prononcés en quelques kilomètres quand le relief est marqué.
Pour la période 1971-2000, la température annuelle moyenne est de 11,3 °C, avec une amplitude thermique annuelle de 11,3 °C. Le cumul annuel moyen de précipitations est de 831 mm, avec 13,2 jours de précipitations en janvier et 7,1 jours en juillet. Pour la période 1991-2020, la température moyenne annuelle observée sur la station météorologique la plus proche, située sur la commune de Coutances à 20 km à vol d'oiseau, est de 11,7 °C et le cumul annuel moyen de précipitations est de 1 092,8 mm,. Pour l'avenir, les paramètres climatiques de la commune estimés pour 2050 selon différents scénarios d’émission de gaz à effet de serre sont consultables sur un site dédié publié par Météo-France en novembre 2022.

## Urbanisme

### Typologie
Au 1er janvier 2024, Raids est catégorisée commune rurale à habitat très dispersé, selon la nouvelle grille communale de densité à sept niveaux définie par l'Insee en 2022.
Elle est située hors unité urbaine.
Par ailleurs la commune fait partie de l'aire d'attraction de Carentan-les-Marais, dont elle est une commune de la couronne,. Cette aire, qui regroupe 13 communes, est catégorisée dans les aires de moins de 50 000 habitants,.

### Occupation des sols
L'occupation des sols de la commune, telle qu'elle ressort de la base de données européenne d’occupation biophysique des sols Corine Land Cover (CLC), est marquée par l'importance des territoires agricoles (100 % en 2018), une proportion identique à celle de 1990 (100 %).
La répartition détaillée en 2018 est la suivante : prairies (70 %), terres arables (30 %).

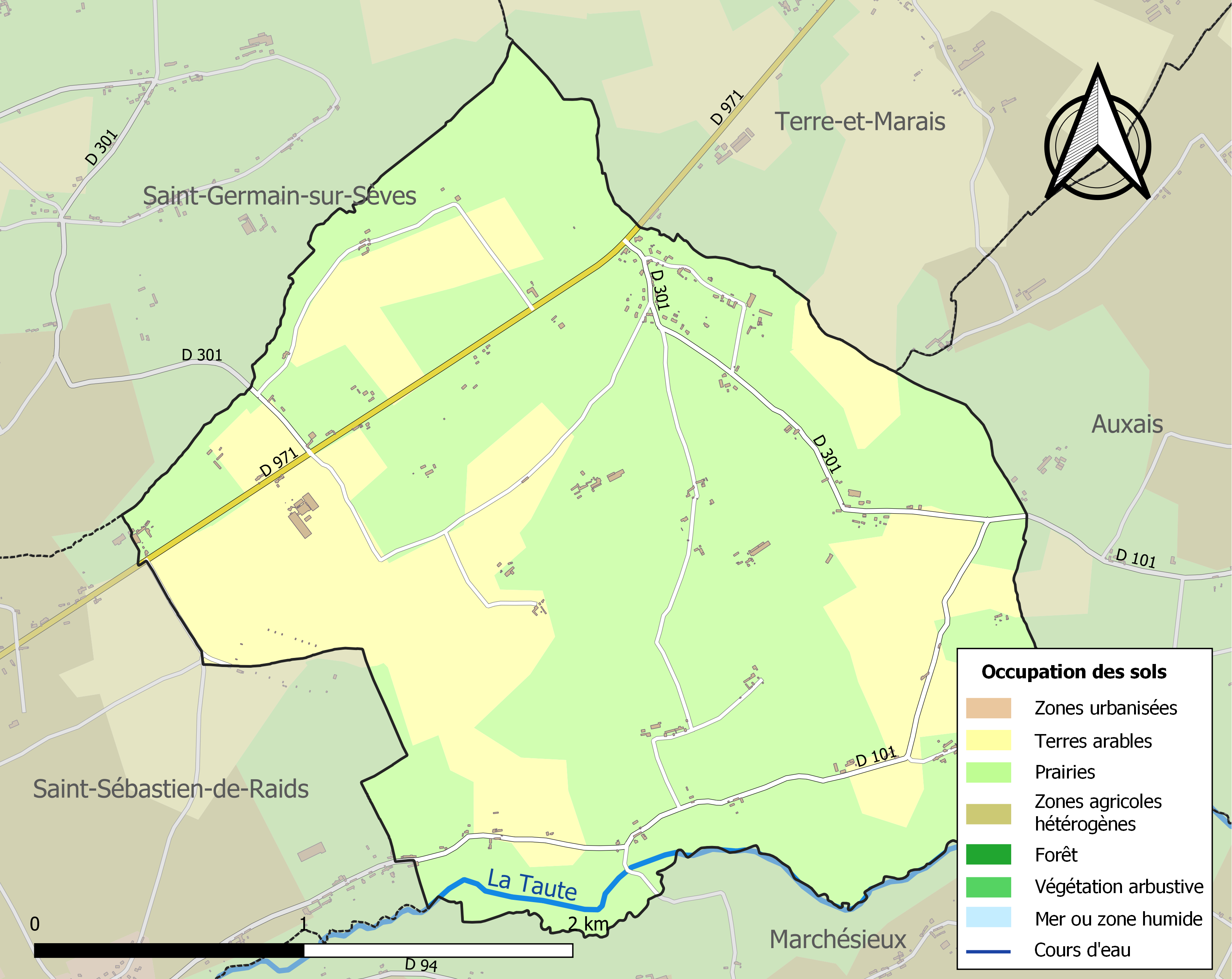
Carte des infrastructures et de l'occupation des sols de la commune en 2018 (CLC).

L'évolution de l’occupation des sols de la commune et de ses infrastructures peut être observée sur les différentes représentations cartographiques du territoire : la carte de Cassini (XVIIIe siècle), la carte d'état-major (1820-1866) et les cartes ou photos aériennes de l'IGN pour la période actuelle (1950 à aujourd'hui).

## Toponymie
La localité porte le nom de Saint-Georges-de-Raids en 1801.
Raids est latinisée en Raz, vers 1280, dans le livre noir de Coutances. Raz ou (ras), mot d'origine normande issu du vieux norrois rás, désigne en français un courant de marée en Normandie,.
Raids serait d'origine saxonne et Scandinave et pourrait signifier ruisseau et faire allusion à la Taute.
Selon René Lepelley l'origine du toponyme est obscure.
Le gentilé est Raiton.

## Histoire
Le territoire communal était traversé par une voie romaine.
La commune détruite en juin est libérée le 26 juillet 1944.

## Politique et administration
| Période                                  | Période   | Identité            | Étiquette | Qualité               |
| ---------------------------------------- | --------- | ------------------- | --------- | --------------------- |
| mars 1989                                | mars 2001 | Marcel Lemeltier    | SE        | Industriel            |
| mars 2001                                | 2008      | Jean-Claude Boscher | SE        | Professeur des écoles |
| août 2008                                | En cours  | Jean-Claude Lambard | SE        | Menuisier             |
| Les données manquantes sont à compléter. |           |                     |           |                       |

## Démographie
L'évolution du nombre d'habitants est connue à travers les recensements de la population effectués dans la commune depuis 1793. Pour les communes de moins de 10 000 habitants, une enquête de recensement portant sur toute la population est réalisée tous les cinq ans, les populations de référence des années intermédiaires étant quant à elles estimées par interpolation ou extrapolation. Pour la commune, le premier recensement exhaustif entrant dans le cadre du nouveau dispositif a été réalisé en 2007.
En 2022, la commune comptait 208 habitants, en évolution de +11,23 % par rapport à 2016 (Manche : −0,31 %, France hors Mayotte : +2,11 %).
| 1793 | 1800 | 1806 | 1821 | 1831 | 1836 | 1841 | 1846 | 1851 |
| ---- | ---- | ---- | ---- | ---- | ---- | ---- | ---- | ---- |
| 628  | 600  | 646  | 641  | 648  | 643  | 602  | 574  | 575  |

| 1856 | 1861 | 1866 | 1872 | 1876 | 1881 | 1886 | 1891 | 1896 |
| ---- | ---- | ---- | ---- | ---- | ---- | ---- | ---- | ---- |
| 548  | 540  | 534  | 507  | 503  | 446  | 435  | 433  | 453  |

| 1901 | 1906 | 1911 | 1921 | 1926 | 1931 | 1936 | 1946 | 1954 |
| ---- | ---- | ---- | ---- | ---- | ---- | ---- | ---- | ---- |
| 438  | 425  | 374  | 297  | 276  | 265  | 263  | 221  | 294  |

| 1962 | 1968 | 1975 | 1982 | 1990 | 1999 | 2006 | 2007 | 2012 |
| ---- | ---- | ---- | ---- | ---- | ---- | ---- | ---- | ---- |
| 310  | 265  | 193  | 201  | 184  | 217  | 202  | 200  | 183  |

| 2017 | 2022 | - | - | - | - | - | - | - |
| ---- | ---- | - | - | - | - | - | - | - |
| 192  | 208  | - | - | - | - | - | - | - |

## Économie
La commune se situe dans la zone géographique des appellations d'origine protégée (AOP) Beurre d'Isigny et Crème d'Isigny.

## Culture locale et patrimoine

### Lieux et monuments
- Église Saint-Georges du XXe siècle. L'édifice a été reconstruit en 1958 et 1959 selon les plans de l'architecte Pierre-André Le Breton, André Martinet, et Yves Maublanc en 1958, après sa destruction en 1944. L'église abrite un Chemin de croix, peint a fresco par Robert Raoul André Guinard (1896-1989), une verrière, sainte Thérèse de l'Enfant Jésus, par le maître-verrier Jean Casazza en 1959[32]. Le grand christ en croix du XVIe symbolise l'ancienne église[33].
- Presbytère, reconstruction en 1953 par l'architecte Pierre-André Le Breton.
- Croix de cimetière du XVIIe siècle, calvaire (1893).
- Croix de chemin dite croix Regnault du XXe siècle, croix Foulon…
- Ferme de Clos-Castel, reconstruite en 1955 grâce à la réunion de plusieurs dommages de guerre, bâtiment imposant couvert d'un toit à quatre pentes lui donnant une allure de ferme-manoir.
- Ferme pédagogique de la Tournerie.
- Lavoir.

## Héraldique
| Blason de Raids | Blason  | Tiercé en pairle renversé : au 1er de sinople à un dragon d'or, au 2d de gueules à deux léopards d'or, armés et lampassés d'azur, l'un au-dessus de l'autre, au 3e d'argent à la burelle ondée d'azur abaissée surmontée de deux bouquets de deux roseaux à massettes au naturel, accompagnée en pointe d'une burelle ondée d'azur. |
| Blason de Raids | Détails | Les deux léopards d'or rappellent les armoiries de la Normandie. Créé par Jean-François Binon. Entête de document de la mairie en 2025 |